# 龺部

龺部，或𠦝部，是為簡體字部首之一，歸於八劃部首，由於龺部是漢字簡化後中國文字改革委員會和國家出版局於1983年發布的《漢字統一部首表（草案）》中添加的新部首，故此在《康熙字典》查無此部首，但仍有提及「𠦝」此字。因此在康熙字典中，含有「龺」這個部件的字都是歸類在其他部首。

## 部首單字解釋
漢字部件。「幹」、「乾」字左旁。同「卓」字。拼音：跟“卓”一样。

## 詳細說明
“龺部”是不在康熙字典裡的部首，也不存在於正體中文的簡體中文部首。
根據《康熙字典》，這些字的大篆原形都是從「倝」的，例如：
- （倝 + 乙）[4] 、幹（倝 + 干）、榦（倝 + 木）、斡（倝 + 斗）、翰（倝 + 羽）、戟（倝 + 戈）
- 另有“朝”字，实际上并非从「倝」，在甲骨文字典[5]中，“朝”的形象就是“日在艹（艸）中，月未落下”是会意字，《說文解字》[6]和《康熙字典》[7][8]說“倝+舟𦩻”是“朝”的本字是錯誤的，實際上“倝+舟𦩻”是後世經過大篆訛變產生的。

不過由於有些字後來變成楷書時簡化了，失去了「倝」的特徵，所以只好另造「龺部」。
而在漢代的《說文解字》也有說明。
另外，「𠦝（卓）」字的起源與「倝」字事實上毫無關聯。「𠦝（卓）」為从匕从早，本作「㔬」；而「倝」最初由「旦」和「㫃」構成。

## 部首字元
目前的繁體中文依循康熙字典將龺歸類在十部，而簡體中文歸類在龺部。龺的編碼是U+9FBA，在繁體中文中為卓之異體字歸十部六劃。

## 簡繁差異
而在簡體中文中歸於其他“龺部”的字，在繁體中文中則以「龺」字旁地另外一邊的偏旁或其一部分為部首，例如：乾，簡體中文為“龺部”，而繁體中文歸為「乙部」；另一例是韓，簡體中文歸為“龺部”，但在繁體中文歸為「韋部」。
但有些時候簡體中文為了回應古文需求，因此有些簡體中文的資料或辭典會取消“龺部”改為原來的部首，使其與康熙字典保持一致，不過大部分中國大陸出版的簡體字字典都會採用“龺部”，另外，有些字典會將一字歸於多部。

## 名稱
- 漢語：龺部（拼音：zhuó，注音：ㄓㄨㄛˊ）
- 日本：

## 字例
- 註：僅簡體中文

| 部首外筆劃 | 字例 |
| ---------- | ---- |
| 0          |      |
| 3          |      |
| 4          |      |
| 5          |      |
| 6          |      |
| 8          |      |
| 9          |      |
| 10         |      |
| 13         |      |

### 繁體中文
上列中文字在正體中文中皆不屬於龺部，下面列出它們原本的部首：
| 漢字 | 簡體部首 | 正體部首 |
| ---- | -------- | -------- |
|      | 龺部     | 十部     |
|      | 龺部     | 乙部     |
|      | 龺部     | 戈部     |
|      | 龺部     | 月部     |
|      | 龺部     |          |
|      | 龺部     | 木部     |
|      | 龺部     | 斗部     |
|      | 龺部     | 羽部     |
|      | 龺部     | 韋部     |
|      | 龺部     | 隹部     |
|      | 龺部     | 鳥部     |